# Gottfried Turau
Gottfried Turau – mistrz gdańskiego cechu bursztynników, aktywny w Gdańsku na początku XVIII w. 
Współtwórca bursztynowej komnaty. Do dziś zachowała się szkatuła w kształcie komody autorstwa Turaua. Wykonana w 1705 r. z różnych odmian barwnych bursztynu znajduje się w kolekcji muzeum Carskie Sioło koło Petersburga w Rosji. Nazywana jest szkatułą Radziwiłłów, gdyż pochodzi z rekwizycji dokonanej przez urzędników carskich w pałacu Radziwiłłów w Nieświeżu. Jest to jedyne sygnowane dzieło Turaua. Twórcy temu przypisywany jest ponadto bursztynowy kabinet w stylu gdańskim z kolekcji muzeum zamku Köpenick w Berlinie. 